# Eparchia czelabińska
Eparchia czelabińska — eparchia Rosyjskiego Kościoła Prawosławnego z głównym ośrodkiem w Czelabińsku. Jedna z czterech eparchii wchodzących w skład metropolii czelabińskiej. 

## Historia
Eparchia czelabińska powstała w 1908. W latach 1918–1926 nosiła nazwę czelabińskiej i troickiej, następnie czelabińskiej i miasskiej. Istniała w początkowym kształcie do 1935, kiedy jej obszar został przyłączony do eparchii omskiej, a w 1947 przeniesiony pod jurysdykcję eparchii swierdłowskiej. Eparchia czelabińska została reaktywowana w 1989. 
W 2007 na terenie eparchii działało 150 parafii. Eparchia nadaje lokalny program religijny Przemienienie.
W 2016 z terytorium eparchii czelabińskiej wydzielono nową administraturę – eparchię złatoustowską.

## Podział administracyjny
Eparchia czelabińska dzieliła się (przed utworzeniem eparchii złatoustowskiej) na następujące dekanaty: argajaszsko-kysztymski, warneńsko-kartaliński, złatoustowski, kaslinsko-niazepetrowski, kataw-iwanowsko-aszyński, korkino-emandżeliński, magnitogorsko-werchneuralski, miaski, troicko-płatowski oraz czelabiński.

## Biskupi eparchii
- Gabriel (Czepur) 1918–1920
- Dionizy (Prozorowski) 1922–1925
- Arystarch (Nikołajewski) 1925–1926
- Sergiusz (Wasilkow) 1926–1927
- Paweł (Pawłowski) 1929–1931
- Symeon (Michajłow) 1935
- Jan (Ławrinienko) 1957–1959
- Jerzy (Griaznow) 1989–1996
- Hiob (Tywoniuk) 1996–2011
- Teofan (Aszurkow) 2011–2014
- Nikodem (Czibisow) 2014[2]–2018[3]
- Grzegorz (Pietrow) 2018[3]–2021
- Aleksy (Orłow) od 2021[4][5]